# Співаник (альбом)
«Співаник. Найпопулярніші українські народні пісні ХХ-го століття»  — п'ятий студійний альбом гурту Вертеп, випущений у 2010 році. Усі пісні в альбомі (окрім 10, 16 і 18) народні.

## Трекліст
1. Пливе човен
2. Била мене мати
3. Ой чорна я си чорна
4. Зеленеє жито
5. Ой на горі на Маківці
6. Ой чий то кінь стоїть
7. Цвіте терен
8. Горіла сосна
9. Їхав козак за Дунай
10. Ніч яка місячна
11. Чом ти не прийшов (відео)
12. Ой у вишневому саду
13. Ой на горі та й женці жнуть
14. Місяць на небі
15. Їхали козаки із Дону додому
16. Ой у лузі червона калина
17. Летіла зозуля
18. Славень (Гімн України)

## Музиканти
- Олексій Бондаренко - спів, гітара
- Олена Завгородня – спів, бандура
- Микола Константінов – спів, ударні, перкусія, акустичні гітари, аранжування
- Олексій Сосницький – 6-струнна бас-гітара
- Роман Яцун – скрипка
- Дмитро Соловйов – клавішні інструменти
- Федір Бугай – спів, баян, перкусія
- Тимофій Хомяк – спів, продюсування, менеджмент

### Запрошені музиканти
- Сергій Горнак – трембіта, труба
- Віктор Чорнокнижний «Петрович» – баян (1,3,10,15,18)
- Букін Сергій – скрипка
- Кіданов Олександр - сопілка
- Андрій Попов «Janglman» – гітари (2,7,11), мандоліни (11)
- Олена Литвиненко – скрипки (9,11,13)
- Сергій Причисленко – акордеон (8)
- Яків Цвєтінський – труба
- Вікторія Картушинcька – народний спів (4,12,18)
- Ганна Руденова, Любов Кизим, Гречка Антоніна – народний спів (4,12,18)

### Запис
- Андрій Карачун – гітари, аранжування, програмування, саундпродюсування, зведення
- Андрій Турік («А-Студія»)– запис
- Юрій Литвиненко «Avelen Rec» – аранжування, програмування (9,11,13 )

## Критика
Сергій Жадан
«Вертеп» постійно дивує, поєднуючи в своїх записах як не Поваляєву з Ірванцем, так ф'южн із застільними співами. Щойно ти вивчаєш слова з їхнього нового диску, звикаєш до цих постійних перепадів ритму, драйву і сенсу, як вони раптом запрошують до себе бандуристку і пропонують тобі співати хором. І спробуй тут відмовитись.
Брати Капранови
Українська пісня, мабуть, має одну з найбагатших традицій у світі. І є абсолютно унікальною за своїм значенням у культурі. Бо статус „народної пісні” в Україні є найвищим для будь-якого твору, для будь-якого композитора чи поета. І у митці у своїй творчості намагаються наблизитися до найбільшої вершини – народної пісні.
Українських пісень – тисячі. У кожного з нас є свої улюблені. А гурт „Вертеп” ризикнув створити свій варіант хіт-параду українських народних пісень за останні 300, а може, навіть 500 років. Альбом „Співаник” зібрав на своїх треках вічні хіти – від „Їхав козак за Дунай” та „Зеленеє жито” до „Ніч така, Господи, місячна, зоряна” (саме так насправді звучить перший рядок без радянських модифікацій) та „Ой, у вишневому садку”. Але це не академічна і навіть не фолкльорна збірка – адже народні пісні кожен співає, як подобається. А „Вертепу” подобається співати весело, з драйвом, щоб публіка танцювала і підспівувала. Так воно і буває на концертах, а ті, хто придбає цей диск, зможе підспівувати та підтанцьовувати вдома або в машині.
Пісня жива, поки її співають. А отже українська пісня – безсмертна.